# Jean-Baptiste Raymond de Lacrosse

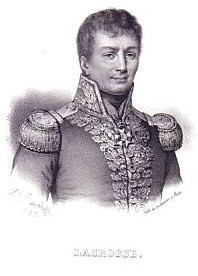
Jean-Baptiste Raymond de Lacrosse

Jean-Baptiste Raymond de Lacrosse (* 6. September 1760 in Meilhan-sur-Garonne, Frankreich; † 10. September 1829 ebenda) war ein französischer Seeoffizier vor und während der französischen Revolution. Er beendete seine Karriere im Rang eines Konteradmirals.

## Biografie
Lacrosse trat 1779 als Gardemarin in der Französische Marine ein. 1782 wurde er zum enseigne de vaisseau (Fähnrich) und 1786 zum lieutenant de vaisseau (Leutnant zur See) befördert, bevor er 1792 das Kapitänspatent erhielt.
Er war von 1792 bis 1793 Militärgouverneur von St. Lucia. und im Dezember 1792 in der Aufstandsbekämpfung auf Martinique und Guadeloupe eingesetzt. In der Folge amtierte er von Januar bis März 1793 als provisorischer Gouverneur von Guadeloupe. Zurück in Frankreich wurde Lacrosse kurzzeitig  im Rahmen der Terrorherrschaft als vermeintlicher Gegner der Revolution inhaftiert. Nach seiner Freilassung wurde er 1796 bei der Irland-Expedition eingesetzt. Nach dem Scheitern der Invasion der Insel auf dem Rückweg nach Brest wurde das von ihm kommandierte Schiff, die Droits de l’Homme, von zwei britischen Fregatten, der HMS Indefatigable und der HMS Amazon, angegriffen lief bei schwerer See in der Bucht von Audierne auf Grund.
Trotz des Verlusts seines Schiffes wurde Lacrosse zum Konteradmiral ernannt. 1799 ging er als Botschafter nach Spanien und verhandelte insbesondere über die Zwangsrückführung der sog. Émigrés nach Frankreich. In der Folge wurde ihm die Stelle des Marineministers angeboten, die er jedoch ablehnte.
Stattdessen ernannte ihn Napoleon am 29. Mai 1801 zum Oberkommandierenden von Guadeloupe. Im August 1801 wurde General Antoine de Béthencourt, der Kommandant der örtlichen Garnison, von Aufständischen getötet. Da Lacrosse der Ernennung eines schwarzen Offiziers als Interimskommandant abgelehnt hatte und durch weitere Maßnahmen zur Bekämpfung der Aufständischen, unter anderem auch einige Verhaftungen schwarzer Offiziere verschärften sich in der Folge die Spannungen zwischen dem französischen Führungspersonal, der Garnison und der Bevölkerung der Insel. Am 21. Oktober 1801 brach die Rebellion angeführt von Joseph Ignace, Pierre Gédéon und Magloire Pélage offen aus. Am 23. Oktober 1801 wurde Lacrosse während einer Erkundung, die er außerhalb der Stadt Pointe-à-Pitre durchführte, gefangen genommen. Magloire Pélage zwang ihn, sich an Bord eines dänischen Schiffes zu begeben. Auch Lacrosses Adjutant Louis Delgrès hatte sich den Aufständischen angeschlossen.
Lacrosse wurde nach Dominica gebracht, wo ihn bereits die von General Antoine Richepanse kommandierte Expedition erwartete, die Napoleon mit der Wiederherstellung der Ordnung und Wiedereinführung der Sklaverei mittels des Konsularbefehls vom 27. Messidor Jahr XI (16. Juli 1802) beauftragt hatte. Mit dieser Expedition kehrte Lacrosse nach Guadeloupe zurück und wurde am 4. August 1802 als Capitaine Général wieder eingesetzt, diesmal allerdings unter der Autorität von Richepanse. Nach dem Tod von Richepanse im September 1802 übernahm er das Oberkommando.
Um weitere Aufstände der Bevölkerung zu vermeiden, zog Lacrosse es vor, den Konsularbefehl Napoleons nicht zu veröffentlichen, bis er die Situation vollständig unter Kontrolle hatte. Allerdings wurde er in der Folge am 8. Mai 1803 von seinem Posten abberufen und kehrte auf der Fregatte Didon zurück nach Frankreich.
So war es schließlich General Jean Ernouf, sein Nachfolger, der die offizielle Veröffentlichung anordnete, um das auf Sklavenarbeit und Rassendiskriminierung basierendes System auf der Insel wiederherzustellen.
Da er nicht wusste, dass der Friede von Amiens gebrochen worden war, traf er in der Nähe von Brest auf ein englisches Geschwader, das aus zwölf Linienschiffen bestand. Beim Versuch die Blockade zu durchbrechen konnte er die Korvette Laurier kapern. Auf der Didion und mit diesem Schiff als Prise erreichte er den Hafen von Santander, wo er von Bord ging.
Nach seiner Rückkehr ernannte Napoleon Lacrosse zum Seepräfekten und beauftragte ihn mit der Inspektion der sog. Flottille de Boulogne, die Napoleon zur geplanten Invasion Englands im Ärmelkanal zusammengezogen hatte.
Nach dem Tod von Admiral Bruix im März 1805 übernahm Lacrosse das Kommando über die Marinestreitkräfte. Bereits 1804 bei Gründung war er zum Kommandeur der Ehrenlegion ernannt worden. 1815, mit dem Ende der Herrschaft Napoleons, nahm Lacrosse seinen Abschied aus dem Marinedienst und zog sich nach Meilhan zurück, wo er am 10. September 1829 starb. Der spätere Minister der Dritten Republik Théobald de Lacrosse (1796–1865) war sein Sohn.